# Гребенское сельское поселение
Гребенское се́льское поселе́ние — муниципальное образование в Шелковском районе Чечни Российской Федерации.
Административный центр — станица Гребенская.

## История
Статус и границы сельского поселения установлены Законом Чеченской Республики от 14 июля 2008 года № 42-РЗ «Об образовании муниципального образования Шелковской район и муниципальных образований, входящих в его состав, установлении их границ и наделении их соответствующим статусом муниципального района и сельского поселения».

## Население
| 2010  | 2012  | 2013  | 2014  | 2015  | 2016  | 2017  |
| ----- | ----- | ----- | ----- | ----- | ----- | ----- |
| 6227  | ↗6494 | ↗6530 | ↗6751 | ↗7000 | ↗7127 | ↗7257 |
| 2018  | 2019  | 2020  | 2021  | 2023  | 2024  |       |
| ↗7409 | ↗7530 | ↗7650 | ↗8035 | ↗8226 | ↗8386 |       |

## Состав сельского поселения
| № | Населённый пункт | Тип населённого пункта | Население |
| - | ---------------- | ---------------------- | --------- |
| 1 | Гребенская       | станица                | ↗8386     |